# Theo Blankenauw
Theodorus Petrus (Theo) Blankenaauw (Gennep, 5 september 1923 – Nijmegen, 28 augustus 2011) was een Nederlands wielrenner en olympiër. Hij was van 1949 tot 1951 professional.
Blankenaauw werd in 1947 derde op het Nederlands kampioenschap scratch (baanwielrennen). In 1948 werd hij kampioen bij de amateurs op de achtervolging en vierde in de wegwedstrijd. Zijn beste eindklassering behaalde hij tevens in dat jaar, hij werd derde in de Ronde van Limburg.
Theo Blankenaauw deed namens Nederland mee aan de Olympische Spelen van 1948 in Londen, aan de individuele tijdrit en de ploegenachtervolging. Het Nederlandse team voor de ploegenachtervolging bestond, naast Blankenaauw, uit Henk Faanhof, Joop Harmans en Gerrit Voorting. Ze reden de race in 2 uur en vijf minuten en wisten daarmee geen medaille te winnen. Op de individuele tijdrit werd Blankenaauw twaalfde.
In 1950 werd Blankenaauw nog 31e in de Ronde van Nederland.

## Overwinningen
1948
- Nederlands kampioen achtervolging, Amateurs